# تپه دین کتی ملا محله
تپه دین کتی ملا محله مربوط به هزاره اول - دوران‌های تاریخی پس از اسلام است و در شهرستان بابل، بخش گتاب، روستای ملا محله واقع شده و این اثر در تاریخ ۲۶ اردیبهشت ۱۳۵۶ با شمارهٔ ثبت ۱۴۰۳ به‌عنوان یکی از آثار ملی ایران به ثبت رسیده است.